# Березниковы
Березниковы — русский дворянский род.
Сведения о них начинаются с Павла Митрофановича, участника Колыванского похода 1540 года и Ивана Васильевича Березникова, который был воеводой в казанском походе (1544) и шведском походе (1549).
Четверо Березниковых владели в 1699 году населенными имениями. Род Березниковых записан в VI ч. родословной книги Московской губ.
В XVII веке многие из Березниковых были стольниками и воеводами.

## Известные представители
- Березников Иван Богданович — галичский дворянин, умер от ран, полученных им в 1634 году при осаде Смоленска.
- Березников Иван Иванович — стряпчий в 1676-1679 г.,  стольник Петра I в 1680-1692 г.
- Березниковы: Василий Иванович и Фёдор Иванович Большой — стряпчие в 1692 г.
- Березниковы: Иван Фёдорович. Михаил и Фёдор Ивановичи — московские дворяне в 1692 г[2].

## Описание герба
На щите, имеющем красное поле находится дерево береза и на поверхности оного в золотом поле изображена птица с распущенными крыльями.
Щит увенчан дворянскими шлемом и короной. Намёт на щите красный, подложенный золотом. Щитодержатели: два льва. Герб рода Березниковых внесён в Часть 8 Общего гербовника дворянских родов Российской империи, стр. 45.